# Trójstrzał (herb szlachecki)

Herb Trójstrzał

Herb Trójstrzał II

Trójstrzał – herb szlachecki.

## Opis herbu
W polu zielonym korona złota dwiema strzałami przeszyta, w klejnocie hełm z trzema piórami i ręka trzymająca strzałę.

## Najwcześniejsze wzmianki
Początek XVIII wieku. 22 grudnia 1791 został wydany przywilej nobilitacyjny Stanisława Augusta Poniatowskiego, króla polskiego, dla Antoniego Dekerta podchorążego artylerii litewskiej i jego brata Filipa porucznika w armii pruskiej, synów prezydenta miasta Starej Warszawy Jana Dekerta z pierwszego małżeństwa z Różą Marcinkowską. W czasie Sejmu Wielkiego herb ten otrzymali też: Franciszek Kalinowski, namiestnik kawalerii narodowej wojska koronnych, Franciszek Kosty (Kosta), rotmistrz w pułku szefostwa ks. Józefa Lubomirskiego, Teodor Łukaszewicz, Jan Reynberger (Reinberger), kadet w regimencie pieszym buławy Wielkiej Koronnej, Jerzy Fryderyk Poths, dziedzic Młocin i Łomianek.

## Herbowni
Dekert, Kalinowski, Kosty (Kosta), Łukaszewicz, de Poths, Reynberger (Reinberger), Seweryn, Tynkiewicz